# Hoogrenaissance
De naam hoogrenaissance wordt gegeven aan de korte periode van ongeveer 1495 tot 1520 toen de renaissance op haar hoogtepunt was. In die tijd was het pauselijke Rome het centrum van artistieke bedrijvigheid. Opvallende projecten en kunstwerken uit deze tijd waren Bramante's ontwerp voor de nieuwe Sint-Pietersbasiliek in Rome, Leonardo da Vinci's Laatste Avondmaal, Mona Lisa en Dame met de hermelijn, Rafaëls altaarstuk, de Sixtijnse Madonna,  Michelangelo's sculpturen David, Mozes en zijn fresco's op het plafond van de Sixtijnse Kapel.
De hoogrenaissance wordt algemeen geacht te zijn ontstaan in de late jaren 1490, toen Leonardo da Vinci zijn Laatste Avondmaal in Milaan schilderde. De schilderijen in het Vaticaan van Michelangelo en Rafaël vormen het eindpunt van de stijl in de schilderkunst. De stijl werd geïntroduceerd in de architectuur door Donato Bramante, die in 1502 het Tempietto bouwde dat met zijn majestueuze verhoudingen een herleving van oude Romeinse architectuur inluidde. Hoogrenaissance beeldhouwkunst, zoals wordt geïllustreerd door Pietà van Michelangelo en zijn David, wordt gekenmerkt door een ideale balans tussen statische compositie en beweging. De serene sfeer en heldere kleuren van Giorgione en Titiaan vertegenwoordigen de hoogrenaissance in Venetië.
De Duitse schilder Albrecht Dürer wordt beschouwd als een van de belangrijkste vertegenwoordigers van de renaissance ten noorden van de Alpen. Vooral zijn gravures zijn heel bekend en geliefd geworden.
|  |  |  |

Enkele belangrijke meesters uit deze periode zijn
- Donato Bramante (architect en kunstschilder)
- Francesco Brambilla (beeldhouwer)
- Michelangelo Buonarroti (architect, beeldhouwer en kunstschilder)
- Leonardo da Vinci (architect, beeldhouwer en kunstschilder)
- Andrea di Alessandro (beeldhouwer)
- Giorgione (kunstschilder)
- Mateo Gucci (architect en beeldhouwer)
- Titiaan (kunstschilder)
- Giovanni Bellini (kunstschilder)
- Rafaël Santi (architect en kunstschilder)
- Dosso Dossi (kunstschilder)
- Piero di Cosimo (kunstschilder)
- Pietro Lombardo (architect en beeldhouwer)
- Baldassare Peruzzi (architect en kunstschilder)
- Bartolommeo Berrecci (architect)
- Francesco da Sangallo (beeldhouwer)

## Musea
Musea met veel kunst uit de renaissance zijn:
- Kunsthistorisches Museum in Wenen
- Louvre in Parijs
- Uffizi in Florence
- National Gallery in Londen
- Rijksmuseum Amsterdam in Amsterdam
- Hermitage in Sint-Petersburg
- Vaticaanse Musea
- Alte Pinakothek in München